# ديانا أغرون
ديانا أجرون (بالإنجليزية: Dianna Agron) (مواليد 30 أبريل 1986) هي ممثلة أمريكية ومغنية ومنتجة وراقصة ومخرجة وكاتبة سيناريو عرفت بتجسيدها لشخصية في «فابري كوين» على التلفزيون.

## حياتها
ولدت أغرون في سافانا بولاية جورجيا، وهي ابنة «ماري (بارنز نيي)» و«رونالد س. أغرون»، وهو المدير العام لفنادق حياة. حيث تربت في سان فرانسيسكو وعاشت أيضا في ولاية تكساس لعدة سنوات. عائلة الأب أغرونسكي تنحدر من روسيا، وقد غيرت لقبها الأصلي إلى لقب اغرون.
والد اغرون هو يهودي الديانة كما أن أمها ماري قد اعتنقت الديانة اليهودية وقد ألتحقت اغرون في صغرها بمدارس السبت اليهودية واحتفلت بحفل البلوغ الديني الخاص بالفتيات اليهوديات عند بلوغهن. درست الإعدادية في مدرسة برلنجيم الإعدادية وحصلت على الشهادة الثانوية من مدرسة برلنجيم الثانوية. كانت اغرون تمارس الرقص منذ سن الثالثة وقد بدأت بتدريس الرقص في سن المراهقة.

## مصادر

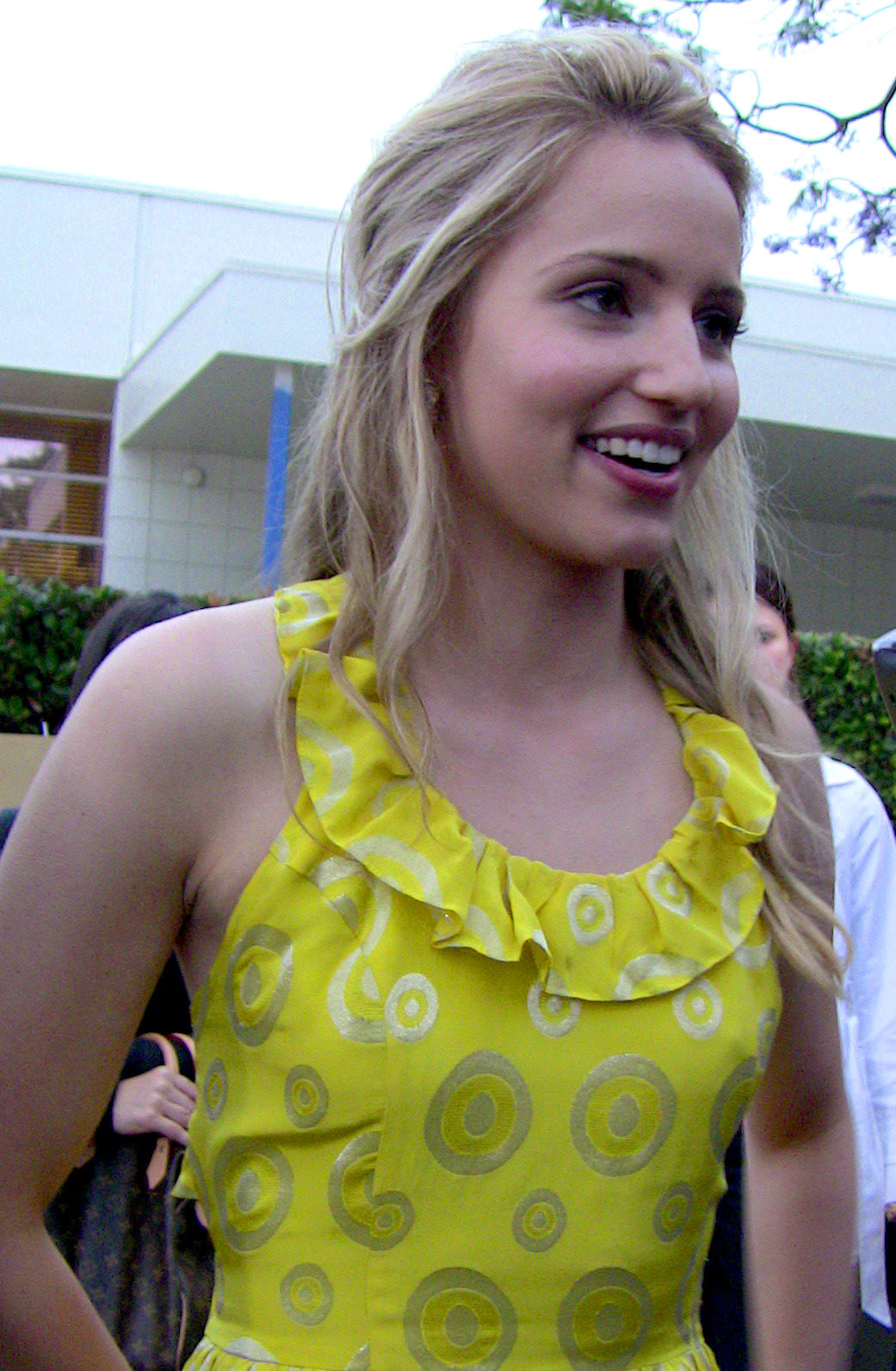
ديانا أغرون في 11 ماي 2009

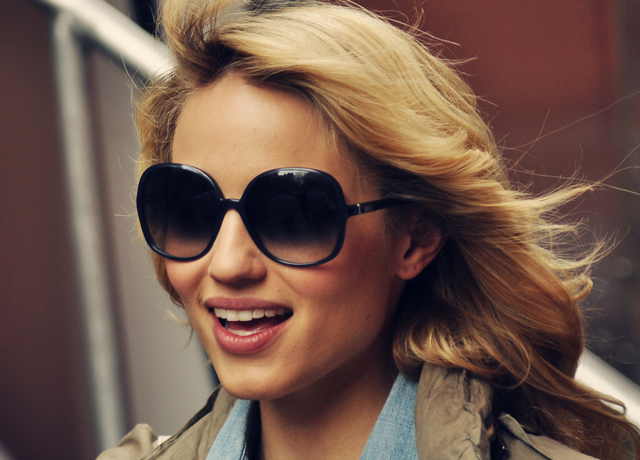
ديانا أغرون في مدينة نيويورك سنة 2011

## الافلام

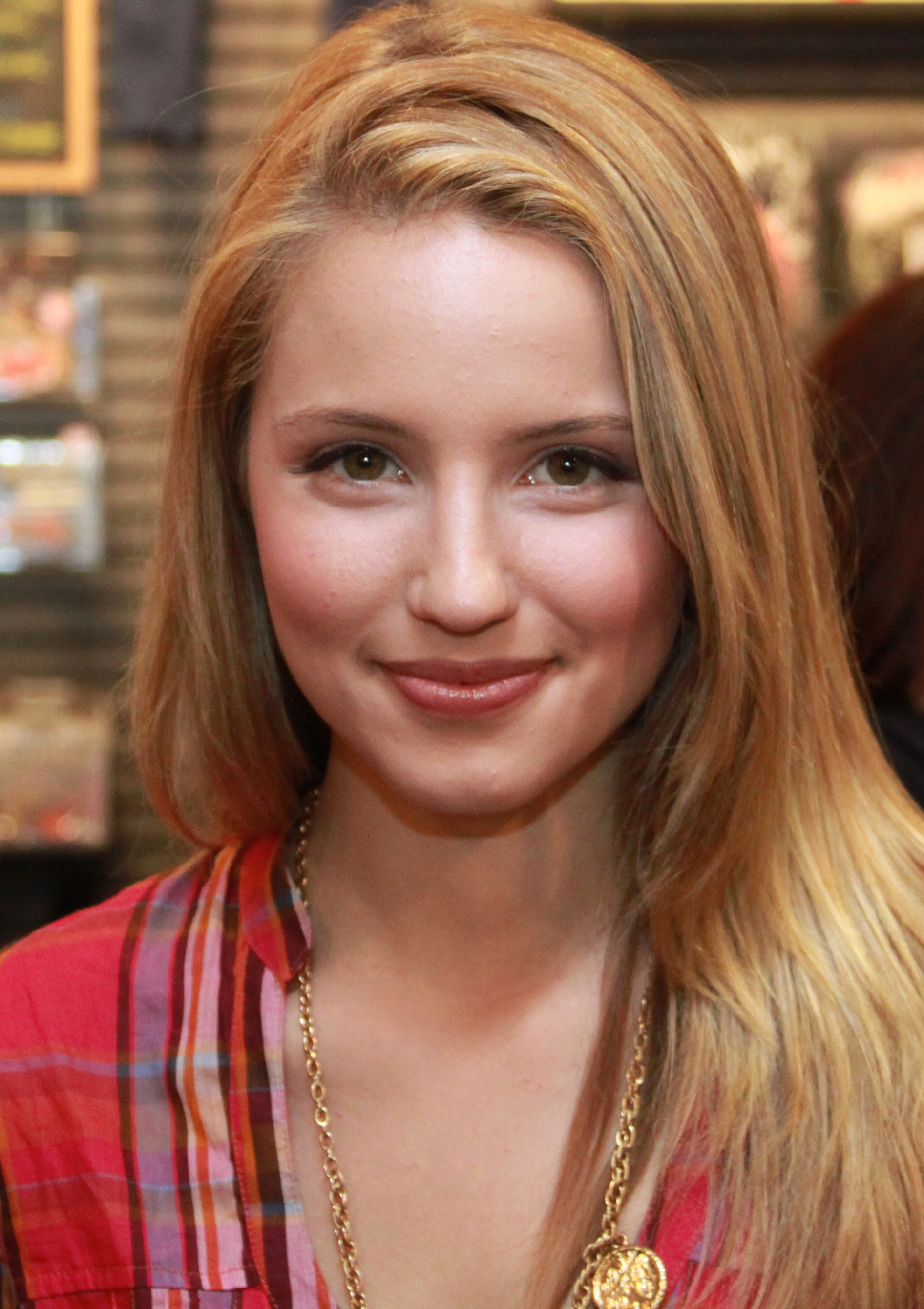

| السنة | اسم الفيلم                    |
| ----- | ----------------------------- |
| 2006  | Veronica Mars                 |
| 2007  | هيروز                         |
| 2007  | Skid Marks                    |
| 2009  | غلي (مسلسل)                   |
| 2010  | The Romantics                 |
| 2010  | Burlesque                     |
| 2011  | أنا رقم أربعة                 |
| 2011  | Glee: The 3D Concert Movie    |
| 2012  | The Glee Project              |
| 2013  | العائلة                       |
| 2015  | زيبر                          |
| 2015  | Tumbledown                    |
| 2015  | Bare                          |
| 2016  | A Conspiracy on Jekyll Island |

## روابط خارجية
- ديانا أغرون على موقع IMDb (الإنجليزية)
- ديانا أغرون على موقع ميتاكريتيك (الإنجليزية)
- ديانا أغرون على موقع روتن توميتوز (الإنجليزية)
- ديانا أغرون على موقع قاعدة بيانات الأفلام العربية
- ديانا أغرون على موقع ألو سيني (الفرنسية)
- ديانا أغرون على موقع ميوزك برينز (الإنجليزية)
- ديانا أغرون على موقع تيرنر كلاسيك موفيز (الإنجليزية)
- ديانا أغرون على موقع أول موفي (الإنجليزية)
- ديانا أغرون على موقع بوكس أوفيس موجو (الإنجليزية)
- ديانا أغرون على موقع قاعدة بيانات الأفلام السويدية (السويدية)